# Zmartwychwstały
Zmartwychwstały (ang. Risen) – amerykański dramat biblijny z 2016 roku w reżyserii Kevina Reynoldsa. Zdjęcia kręcono w Almerii, Maladze oraz na Malcie.

## Fabuła
Po zdławieniu buntu Zelotów rzymski trybun Clavius ma na zlecenie Piłata przeprowadzić ukrzyżowanie Jezusa Chrystusa. Trzy dni później otrzymuje zadanie przeprowadzenia śledztwa w sprawie pogłosek o zmartwychwstaniu żydowskiego mesjasza. Piłat nakazuje mu odnaleźć ciało Jezusa oraz jego uczniów, by w ten sposób nie dopuścić do wybuchu powstania w Jerozolimie przed przybyciem cesarza. Ma mu w tym pomóc Lucius.
Clavius przesłuchuje strażników grobu oraz ludzi, którzy mieli styczność z Jezusem, lecz nie uzyskawszy odpowiedzi co się stało z ciałem, nakazuje sprawdzenie grobów ostatnio zmarłych. W końcu odnajduje niezidentyfikowane zwłoki, które zabiera do Piłata twierdząc, że to Jezus. Jakiś czas później niespodziewanie odkrywa w jednym z domów zmartwychwstałego Jezusa wraz z apostołami. Po tym wydarzeniu zaprzestaje dalszych poszukiwań i rozprasza wojska, nie ujawniając jednocześnie swojego odkrycia. Postanawia porzucić też politeizm i udać się z apostołami w podróż do Galilei.
Tymczasem Piłat przekonany, że został zdradzony przez Claviusa, wysyła za nim oddział żołnierzy. Udaje mu się uniknąć pościgu i dotrzeć do Galilei, gdzie ponownie spotyka Chrystusa. Jest tam świadkiem uzdrowienia trędowatego oraz wniebowstąpienia Jezusa.

## Obsada
- Joseph Fiennes – Clavius
- Tom Felton – Lucius
- Peter Firth – Poncjusz Piłat
- Cliff Curtis – Jezus Chrystus
- Maria Botto – Maria Magdalena
- Luis Callejo – Joses
- Antonio Gil – Józef z Arymatei
- Richard Atwill – Polibiusz
- Stewart Scudamore – Piotr
- Andy Gathergood – Kwintus
- Stephen Hagan – Bartłomiej
- Mish Boyko – Jan
- Jan Cornet – Tomasz
- Joe Manjón – Szymon
- Pepe Lorente – Tadeusz
- Stavros Demetraki – Filip
- Selva Rasalingam – Jakub
- Manu Fullola – Mateusz
- Mario Tardon – Andrzej
- Stephen Greif – Kajfasz